# A piros pöttyös labda
– Oscar-díjas francia kisjátékfilm.
A piros pöttyös labda 1961-ben bemutatott magyar rajzfilm, amelynek rendezője Csermák Tibor volt. A forgatókönyvet Hárs László írta, a zenéjét Szokolay Sándor szerezte. A mozifilm a Pannónia Filmstúdióban készült hagyományos rajzfilm.
A MOKÉP forgalmazásában jelent meg. A film Velencében Arany Oroszlán díjat nyert 1961-ben, 1962-ben I. díjat kapott a Budapesti Rövidfilmszemlén.

## Alkotók
- Rendezte és tervezte: Csermák Tibor
- Írta: Hárs László, Csermák Tibor
- Dramaturg: Lukács Antal
- Zenéjét szerezte: Szokolay Sándor
- Operatőr: Harsági István, Henrik Irén
- Vágó: Czipauer János
- Hangmérnök: Bélai István
- Mozdulattervező: Cseh András
- Rajzolták: Kiss Bea, Máday Gréte, Mata János, Spitzer Kati, Szombati-Szabó Csaba
- Asszisztensek: László Andor, Paál Klári
- Gyártásvezető: Bártfai Miklós
- Színes technika: Magyar Filmlaboratórium Vállalat
- Gyártó: Pannónia Filmstúdió